# Laguna Escondida, Mexiko
Laguna Escondida är en ort i Mexiko.   Den ligger i kommunen San Miguel de Allende och delstaten Guanajuato, i den centrala delen av landet, 230 km nordväst om huvudstaden Mexico City. Laguna Escondida ligger 2 059 meter över havet och antalet invånare är 743.
Terrängen runt Laguna Escondida är platt åt sydväst, men åt nordost är den kuperad. Runt Laguna Escondida är det tätbefolkat, med 343 invånare per kvadratkilometer. Närmaste större samhälle är San Miguel de Allende, 14,5 km väster om Laguna Escondida. Trakten runt Laguna Escondida består till största delen av jordbruksmark.